# Sabba S. Ștefănescu
Sabba S. Ștefănescu (n. 20 iulie 1902, București, România – d. 15 aprilie 1994, București, România) a fost un geofizician român, profesor universitar, membru al Academiei Române. Este considerat, împreună cu Liviu Constantinescu, drept fondator al școlii române de geofizică.

## Biografie
Născut ca al treilea și cel mai mic fiu al profesorului de paleontologie Sabba Ștefănescu și al soției sale Constanța (n. Demetrescu-Negrea), a urmat clasele primare privat și, după câțiva ani la Liceul Sf. Sava, a plecat în 1917 împreună cu familia la Paris, unde tatăl său avea de îndeplinit o misiune diplomatică; aici a obținut bacalaureatul la Liceul Louis-le-Grand (1919). A studiat la prestigioasa École des Mines, obținând diploma de inginer de mine (1923). Înapoiat în țară, a lucrat un timp în Valea Jiului. În 1927 a fost angajat la Institutul Geologic al României, unde a început studiile de prospecțiune electrică a subsolului, pe care le-a continuat toată viața.
Grație acestor studii, a intrat începând din 1929 în colaborare directă, mergând la Paris, cu frații Conrad și Marcel Schlumberger, pionierii europeni ai prospecțiunii electrice și fondatorii societății de prospecțiuni geofizice care urma să devină gigantul Schlumberger Limited de astăzi. În 1933 și-a reluat activitatea la Institutul Geologic, rămânând simultan inginer consultant al firmei Schlumberger.
Doctor în fizică al Universității din București (1945), membru corespondent al Academiei Române (1946), a devenit șeful secției de geofizică a Comitetului Geologic (1950) și titularul unei Catedre de Geofizică nou creată la Institutul de Mine (1950) și trecută apoi la Institutul de Petrol, Gaze și Geologie. În această dublă calitate a contribuit esențial, până la pensionare (1967), la formarea primei generații de geofizicieni români. Devenit membru titular al Academiei (1963) și președinte al Secției de Științe Geologice, Geofizice și Geografice (1966-1990) a acesteia, a fost director al mai multor institute de cercetări geofizice ale Academiei și Comitetului Geologic, redactor șef al celor două reviste de specialitate (Revue roumaine de géologie, géophysique et géographie și Studii și cercetări de geologie, geofizică și geografie, seriile de geofizică), președinte al Comitetului Național Român de Geodezie si Geofizică. A fost ales membru de onoare al societății geofizicienilor prospectori americani (Society of Exploration Geophysicists), „for developing the theoretical basis for several methods now in common use”.

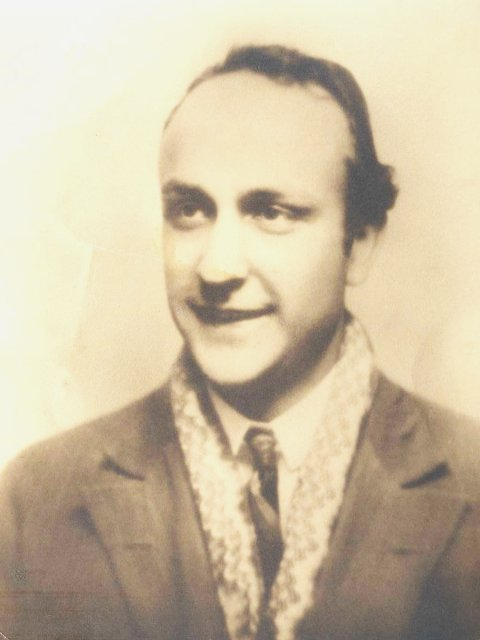
Sabba S. Ștefănescu (1930)

Centrul preocupărilor sale științifice a fost teoria prospecțiunii electrice. Este autorul unora dintre primele calcule în situații realiste ale câmpului electromagnetic generat de un dispozitiv de prospecțiune și ale rezistivității aparente asociate. O serie de lucrări ulterioare (1930-1950) sunt dedicate analizei detaliate a procedurilor curente de prospecțiune electrică în curent continuu și alternativ. Mai târziu, în teoria mediilor alpha a prezentat o serie flexibilă de modele ale conductivității solului, care permit un calcul rapid al câmpului electric și facilitează interpretarea măsurătorilor. O altă preocupare perenă, originând în problemele de prospecțiune electrică și încurajată de succese neașteptate, a fost studiul liniilor de câmp magnetic pentru diferite configurații de curenți. Cu o intuiție geometrică particulară, a reușit să integreze ecuațiile diferențiale pentru aranjamente complexe de curenți filiformi liniari și a prezentat exemple explicite de linii de câmp magnetic deschise.
Pentru cei care l-au cunoscut, a fost o persoană reținută în relațiile umane, păstrând totdeauna o distanță amabilă, dar cu o conversație foarte aleasă și agreabilă, cultivând optimismul și răspândind în jurul său multă seninătate. A avut o curiozitate intelectuală intensă și permanentă, inclusiv în chestiuni filozofice și artistice, iar claritatea expunerilor sale științifice e greu de uitat.

## Distincții
- Medalia „A cincea aniversare a Republicii Populare Române” (24 decembrie 1952) „pentru lupta și munca duse în vederea făuririi, consolidării și prosperării Republicii Populare Române”[5]
- Ordinul Muncii clasa a III-a (14 septembrie 1953)[6]
- Ordinul Muncii clasa a II-a (30 decembrie 1957) „cu ocazia celei de a zecea aniversări a proclamării Republicii Populare Romîne și pentru merite deosebite în îndeplinirea sarcinilor date de Partidul Muncitoresc Romîn, pentru merite deosebite pe tărîmul construcției de stat, economice, sociale, culturale și obștești”[7]
- Ordinul „Meritul Științific” clasa a II-a (26 septembrie 1966) „pentru merite deosebite în activitatea științifică, cu prilejul Centenarului Academiei Republicii Socialiste România”[8]